# Узловая I
Узлова́я I — узловая станция Московской железной дороги, расположенная в городе Узловая. Является центром Тульского региона МЖД. Станция является внеклассной, сортировочной.

## История
Возникла в 1873 году одновременно с поселением и именовалась как «Хрущевская».
В наши дни станция Узловая-1 (индекс 1 был получен после появления станций Узловая-2 и Узловая-3) делится на несколько частей: сортировочная, пути отстоя и локомотивное депо, пассажирские платформы. На пассажирской части станции имеется вокзал послевоенной постройки (был возведён в современном виде в процессе расширения станции в 1946—1950-м годах (пассажирская станция перенесена с прежнего места в районе нынешнего Локомотивного депо), старое здание вокзала не сохранилось, на его месте теперь железнодорожные пути), 3 пассажирские платформы на 5 путей, соединённых с вокзалом переходным мостом железобетонной конструкции (построен в 1992—1994 годах в качестве замены старого стального моста с деревянным настилом, который находился на 30 метров ближе по направлению к вокзалу), снесённого по причине безопасности (истечение срока гарантийной эксплуатации), а также низкой высоты, не совместимой с проведением перевода в перспективе станции и всего участка на электрическую тягу.
С 1 ноября 2019 года в обращении находятся пассажирские поезда № 603/604 Москва-Киевская — Москва-Павелецкая и Москва-Павелецкая — Москва-Киевская, проходящие через станцию Узловая I.
4 мая 2022 на железнодорожном вокзале Узловой состоялось открытие музейного комплекса, который стал частью мемориального комплекса «Узловая — город воинской доблести». Экспозиция музея рассказывает об истории железной дороги, станции «Узловая» и самого города. Экспозиция охватывает все этапы истории — от открытия в конце XIX века движения по Сызрано-Вяземской железной дороге, на которой расположилась станция Узловая, до наших дней.
Кроме того, здание вокзала было реконструировано, создана безбарьерная среда для маломобильных пассажиров — установлены пандусы, специальные знаки навигации, оборудована касса с низко расположенным окном.
С 26 декабря 2022 года возобновили пригородного поезда №7301/7302 Москва Павелецкая — Новомосковская-1 — Узловая-1 

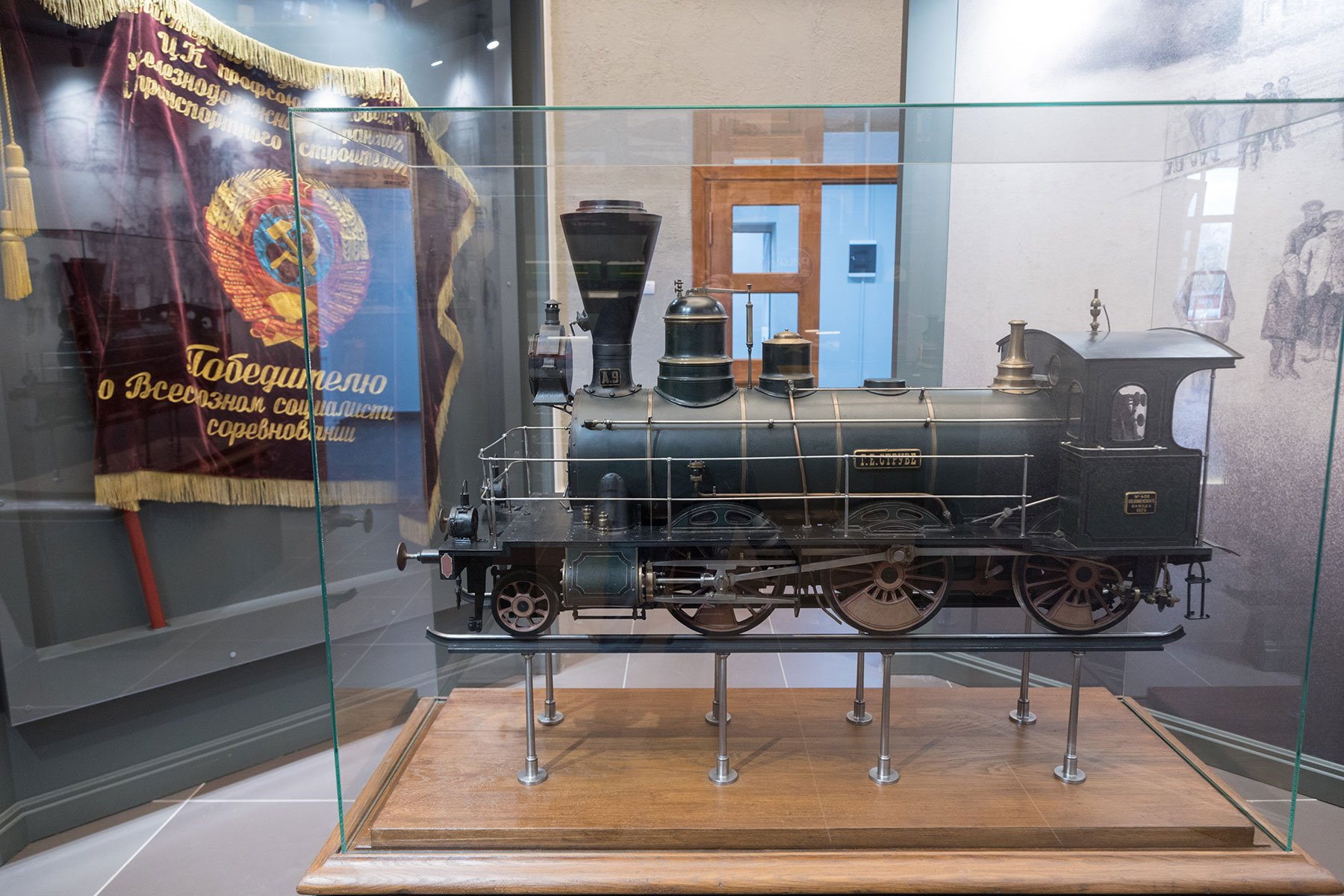
Экспозиции музея
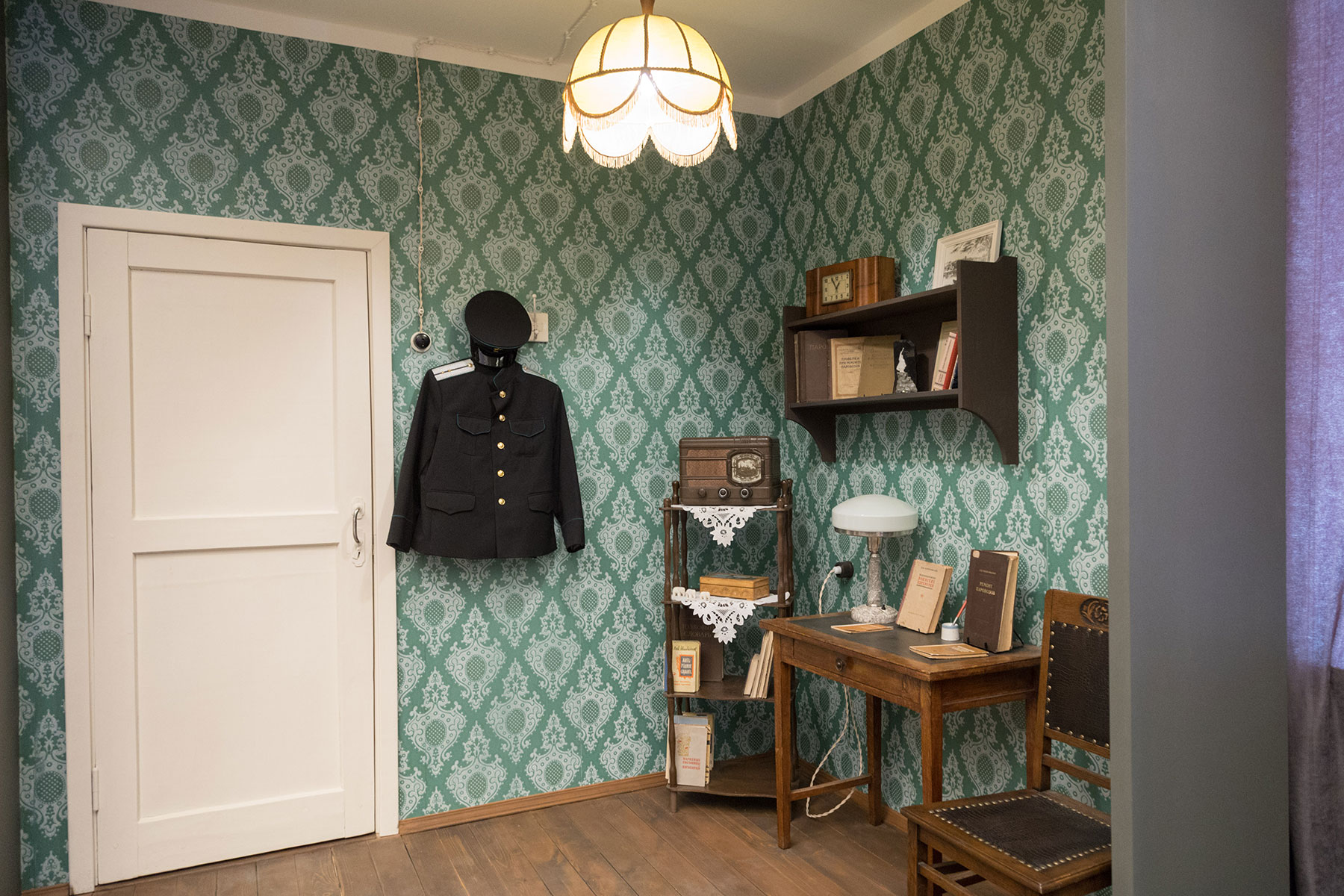
Комната смотрителя

## Деятельность
Основную часть пассажирского сообщения ст. Узловая-1 составляют пригородные дизель-поезда в Новомосковск, Урванку, Тулу, Алексин, Ожерелье, Ефремов, Ряжск, Белёв и другие населённые пункты. Пассажирские поезда имеют стоянку 4—10 минут без смены локомотива (смену локомотива имеют лишь несколько поездов, следующих на направлении Смоленск — Ряжск, например поезд Минск — Челябинск, ещё ранее в течение нескольких десятилетий (возможно ещё с 19-го века, как минимум с начала 1950-х до 1996 года) смену локомотива имел поезд Калуга — Ряжск).
В чётной стороне станции находится одноимённое локомотивное депо (ТЧ-36 Московской дирекции тяги), а также вагонно-ремонтное депо. Депо Узловая — одно из крупнейших депо, на территории бывшего СССР. Всего в приписке депо Узловая имеются тепловозы серии 2ТЭ10М, 3ТЭ10М, ЧМЭ3.
На станции с северного торца вокзала имеется паровоз-памятник ФД20, установленный в увековечение вклада узловских железнодорожников в победу в Великой Отечественной войне. Перед входом в вокзал установлен памятник войну железнодорожника.
Пассажирское сообщение в большинстве своём обслуживают тепловозы ТЭП70 и ТЭП70БС приписки депо Елец-Северный Юго-Восточной железной дороги.

## Дальнее сообщение
По графику 2022/2023 годов через станцию курсируют следующие поезда дальнего следования:
| Круглогодичное обращение поездов | Круглогодичное обращение поездов                      | Круглогодичное обращение поездов | Круглогодичное обращение поездов                      |
| № поезда                         | Маршрут движения                                      | № поезда                         | Маршрут движения                                      |
| -------------------------------- | ----------------------------------------------------- | -------------------------------- | ----------------------------------------------------- |
| 25 «Воронеж»                     | Москва — Воронеж                                      | 26 «Воронеж»                     | Воронеж — Москва                                      |
| 49                               | Санкт-Петербург — Кисловодск                          | 50                               | Кисловодск — Санкт-Петербург                          |
| 56/55                            | Баку — Москва                                         | 56/55                            | Москва — Баку                                         |
| 89                               | Санкт-Петербург — Волгоград                           | 90                               | Волгоград — Санкт-Петербург                           |
| 116/115                          | Адлер — Санкт-Петербург                               | 116/115                          | Санкт-Петербург — Адлер                               |
| 122/121                          | Владикавказ — Санкт-Петербург                         | 122/121                          | Санкт-Петербург — Владикавказ                         |
| 136/135                          | Махачкала — Санкт-Петербург                           | 136/135                          | Санкт-Петербург — Махачкала                           |
| 317                              | Караганда — Барановичи                                | 318                              | Барановичи — Караганда                                |
| 327                              | Казань — Минск                                        | 328                              | Минск — Казань                                        |
| 603                              | Москва (Киевский вокзал) — Москва (Павелецкий вокзал) | 604                              | Москва (Павелецкий вокзал) — Москва (Киевский вокзал) |

| Сезонное обращение поездов | Сезонное обращение поездов     | Сезонное обращение поездов | Сезонное обращение поездов     |
| № поезда                   | Маршрут движения               | № поезда                   | Маршрут движения               |
| -------------------------- | ------------------------------ | -------------------------- | ------------------------------ |
| 228/227                    | Новороссийск — Санкт-Петербург | 228/227                    | Санкт-Петербург — Новороссийск |
| 238/237                    | Анапа — Москва                 | 238/237                    | Москва — Анапа                 |
| 248/247                    | Анапа — Санкт-Петербург        | 248/247                    | Санкт-Петербург — Анапа        |
| 259                        | Санкт-Петербург — Анапа        | 260                        | Анапа — Санкт-Петербург        |
| 294/293                    | Анапа — Мурманск               | 294/293                    | Мурманск — Анапа               |
| 425                        | Челябинск — Калининград        | 426                        | Калининград — Челябинск        |
| 476/475                    | Адлер — Москва                 | 476/475                    | Москва — Адлер                 |
| 480/479                    | Сухум — Санкт-Петербург        | 480/479                    | Санкт-Петербург — Сухум        |
| 481                        | Москва — Новороссийск          | 482                        | Новороссийск — Москва          |
| 517                        | Москва — Анапа                 | 518                        | Анапа — Москва                 |
| 533                        | Москва — Адлер                 | 534                        | Адлер — Москва                 |
| 547                        | Москва — Сухум                 | 548                        | Сухум — Москва                 |
| 562/561                    | Ейск — Москва                  | 562/561                    | Москва — Ейск                  |